# Eneoptera panoplos
Eneoptera panoplos är en insektsart som beskrevs av Otte, D. 2006. Eneoptera panoplos ingår i släktet Eneoptera och familjen syrsor. Inga underarter finns listade i Catalogue of Life.